# 맬컴 글레이저
맬컴 어빙 글레이저(Malcolm Irving Glazer, 1928년 5월 25일 ~ 2014년 5월 28일)는 미국의 기업가이자 스포츠 재벌로, 잉글랜드 프리미어리그의 맨체스터 유나이티드 FC의 구단주였으며, 자산은 22억 달러였다.

## 일생과 경력
1928년 5월 25일 미국 뉴욕주의 로체스터에서 유대계 리투아니아 출신의 이민자 가정의 7남매 중 5번째로 태어났다.
아버지의 보석 도매 사업을 상속받아 단 300달러로 투자를 시작해 1970년대 플로리다주의 기업들을 사들이며 사업 영역을 넓혀갔다. 그리고 퍼스트 얼라이드 코퍼레이션을 세우고 식품 가공, 해양 용품, 건강 보험, 부동산, 에너지 탐사와 같은 다양한 사업군에 진출했다.
이후부터 플로리더 팜 비치에 거주하며 린다 글레이저와 결혼 후 6남매를 낳았고 그의 아들 조엘 글레이저, 에이브럼 글레이저, 에드워드 글레이저는 부회장을 역임하며 양로원과 쇼핑 센터 사업에도 진출했다.
1984년 76억 달러의 입찰가를 가진 피산한 철도 회사 콘레일을 인수하려다가 실패했고 1988년 부엌 디자이너 포마이커를, 이후에는 오토바이 제조업체 할리데이비슨을 인수하려다가 실패했다.
이에 전 대통령인 조지 H. W. 부시의 석유 기업 자파타 코퍼레이션을 인수했고 음식 서비스 장비, 식품 포장 및 식품 공급, 해양 단백질, 방송, 의료, 부동산, 금융, 천연 가스와 석유, 인터넷, 주식과 채권 등 전국적으로 투자의 다양한 사업군을 거느리게 되었다.
1995년 내셔널 풋볼 리그의 탬파베이 버커니어스를 1억 9200만 달러에 인수했고 아들 브라이언 글레이저, 에드워드 글레이저, 조엘 글레이저를 사무 직원으로 임명했다.
2003년 ~ 2005년 사이에 잉글랜드 프리미어리그의 맨체스터 유나이티드 FC의 주식을 약 14억 7000만 달러에 사들였고 2005년 약 1조 4942억 원에 주식 75%를 인수해 구단주가 되었다.
그러나 대부분 인수자금은 구단자산을 담보로 빌린 것으로 부채가 없었던 맨체스터 유나이티드는 빚더미를 갚기 위해서 입장권 금액을 올리고 크리스티아누 호날두를 레알 마드리드에 이적시키고 영입 자금을 내려 팬들의 비난을 받았다.
이에 반대한 맨체스터 유나이티드 팬들은 'FC 유나이티드 오브 맨체스터'를 결성하기도 했다.

## 사망
2014년 5월 28일 미국에서 향년 87세로 별세했다.
그는 지난 2006년 뇌졸중으로 쓰러진 이후 팔과 다리가 마비될 정도로 건강이 크게 악화돼 세상을 떠났다.

## 같이 보기
- 맨체스터 유나이티드 FC